# Elisabeth Olin
Pour les articles homonymes, voir Olin.
Elisabeth Olin, née Lillström le 8 décembre 1740 à Stockholm (Suède), décédée le 26 mars 1828 à Stockholm (Suède), est une chanteuse d’opéra suédoise, de l'Opéra royal de Stockholm 1773. Elle épouse en 1760 Gabriel Olin, le secrétaire du roi. Elle fut membre de l’Académie royale de musique de Suède (1782).

## Référence
- (sv) Österberg, Carin:Svenska kvinnor. Föregångare Nyskapare (Femmes suédoises) Lund, Signum 1990.